# Operación Alarico
La Operación Alarico (en alemán Unternehmen Alarich) fue el nombre en clave de un plan elaborado por las Wehrmacht de la Alemania nazi con el objeto de tomar el control del territorio del Reino de Italia, en el caso de una salida repentina de Italia del despliegue de las potencias del Eje durante la Segunda Guerra Mundial. El nombre de "Alarico" fue elegido por referencia al rey visigodo Alarico I, que saqueó Roma en el año 410.
Elaborado ya en mayo de 1943, el plan se expandió en intenciones y se implementó en septiembre de 1943 como la operación Achse.

## Historia
Las órdenes relativas a la preparación de la operación fueron impartidas directamente por Adolf Hitler al Oberkommando der Wehrmacht en mayo de 1943, en vista del declive de la fortuna del Eje en el teatro mediterráneo tras la rendición de las fuerzas italo-alemanas en Túnez.
Previniendo las consecuencias de una salida repentina de Italia del conflicto con el subsecuente desembarco de las fuerzas aliadas en la península italiana, el plan apuntaba a crear un fuerte bastión alemán en el norte de Italia dentro del cual las unidades de la Wehrmacht desplegadas en Italia meridional podrían replegarse, permaneciendo como una defensa avanzada de la frontera sur de la Alemania nazi. El plan debía ser llevado a término por un contingente de seis o siete divisiones alemanas transferidas desde el frente oriental, reforzadas después dependiendo de las circunstancias por otras trece o catorce divisiones provenientes de Francia y otras regiones; este contingente habría sido coordinado por un grupo de ejércitos con un cuartel general en Múnich.
Tras la deposición de Mussolini el 25 de julio de 1943, los alemanes dieron inicio a las primeras maniobras preliminares previstas del plan "Alarico": el mariscal de campo Erwin Rommel fue llamado desde el frente de los Balcanes y puesto al mando del nuevo Grupo de Ejércitos B con base en Múnich, mientras que la II SS-Panzerkorps fue traída desde el frente ruso para ser enviado a Italia y varias divisiones alemanas provenientes de Francia y Alemania empezaron a moverse a través de la frontera de los Alpes. El plan incluía también la liberación de prisión de Mussolini por parte de los paracaidistas del general Kurt Student (la futura Operación Roble) y la captura de los gobernantes italianos en Roma (la Operación Student, más tarde rebautizada como Operación Schwartz).
El 28 de julio de 1943, el plan original de "Alarico" fue abandonado a favor de una operación mucho más amplia, que incluía la toma del control de todas las fronteras terrestres de Italia y de los puertos de Génova, La Spezia, Livorno, Trieste, Fiume (Rijeka) y Pula con las unidades navales de la Regia Marina allí ancladas, la ocupación de los territorios guarnecidos por Italia en el sur de Francia y en los Balcanes, la evacuación de las fuerzas alemanas de Cerdeña y Córcega, la retirada del 10° Ejército de la Wehrmacht desde el sur de Italia hasta la región alrededor de Roma y finalmente el establecimiento de una posición defensiva por parte del Grupo de Ejércitos B a lo largo de la línea que iba desde la isla de Elba hasta Civitanova Marche. El nuevo plan, denominado Operación Achse, se implementó luego de la proclamación de Badoglio del 8 de septiembre de 1943.